# El Antishow de los Tepichines
El Antishow de los Tepichines, también conocido como Los Tepichines, fue un acto de comedia realizado principalmente por Eduardo Cuevas Tornell, en acompañamiento inicial de Enrique Canales Leal, y más tarde de Miguel Ángel Flores. El humor que manejaban se centraba principalmente en el albur mexicano, tema que les generaría popularidad en la década de los ochenta y los noventa, en especial por realizar parodias musicales al cambiar las letras originales de algunas canciones con palabras de doble sentido. Sin embargo, en aquel entonces México aún carecía de apertura mental, y esto provocó que fueran censurados y vetados de varios programas de la televisión mexicana. Tornell falleció el 25 de junio de 2021, lo que significó el fin de este acto cómico. Sus presentaciones fueron grabadas y produjeron varios álbumes con sus rutinas. Además del albur, también se apoyaban de la protesta social y la sátira política.

## Discografía

### Álbumes
| Año  | Título                                       | Discográfica                         |
| 2004 | Tu Quinto Vale Un Centenario                 | Golden Disc                          |
| 2018 | Nosotros Los Pobres Ustedes Los Narcos       | El Antishow de Los Tepichines        |
| 2018 | De Vacilón con Juana la Cubana               | El Antishow de Los Tepichines        |
| 2018 | El Circo de Los Grillos                      | El Antishow de Los Tepichines        |
| 2018 | El Iva Una Cuarta Con Saliva (Humor)         | Pipila Records S.A. DE C.V.          |
| 2018 | Don Quijote Y La Revolución Mexicana, Vol. 1 | Pipila Records S.A. DE C.V.          |
| 2019 | Francia 98: Nos Poncharon Las Pelotas        | Pipila Records S.A. DE C.V.          |
| 2020 | En Vivo                                      | Discos Aries                         |
| 2021 | El Re-Descubrimiento de America              | Premiere Music, Colonize Media, Inc. |
| 2021 | México en La Final (El Sueño de Todos)       | Premiere Music, Colonize Media, Inc. |